# Daniel Regalado Aznar
Daniel Regalado Aznar (Ferrol, 21 d'abril de 1938) és un químic i polític gallec, governador civil i procurador en Corts durant els darrers anys del franquisme. Era fill de l'almirall Francisco Regalado Rodríguez, ministre de Franco. Llicenciat en química per la Universitat Complutense de Madrid, de setembre a novembre de 1964 fou cap del Sindicato Español Universitario (SEU) i procurador en Corts. Després fou director del departament de participació de la Delegació Nacional de la Joventut i secretari del Consell Nacional de la Joventut. El 1968 fou delegat del Ministeri d'Informació i Turisme a la província de Toledo. El febrer de 1972 fou nomenat governador Civil d'Ourense, càrrec que va deixar el novembre de 1974 quan fou nomenat governador Civil de Girona. Va deixar el càrrec el febrer de 1976 quan fou nomenat president president del Sindicato Nacional de Enseñanza i novament procurador a Corts. Deixà el càrrec l'abril de 1977 per tal de poder presentar-se a les eleccions generals espanyoles de 1977 com a candidat al Senat per Reforma Social Espanyola per la província d'Ourense.